# Nathalie Thoumas
Natalie Thoumas (née le 30 avril 1962 à Agen) est une athlète française, spécialiste du 800 mètres.

## Biographie
Elle remporte neuf titres de championne de France du 800 mètres : six en plein air en 1981, 1982, 1983, 1985, 1986 et 1989, et trois en salle en 1984, 1988 et 1991.
En 1983, elle remporte la médaille d'or des Jeux méditerranéens, à Casablanca au Maroc.
Son record personnel sur 800 m, établi en 1987, est de 1 min 59 s 83.

### Palmarès
- Championnats de France d'athlétisme :
  - vainqueur du 800 m en 1981, 1982, 1983, 1985, 1986 et 1989
- Championnats de France d'athlétisme en salle :
  - vainqueur du 800 m en 1984, 1988 et 1991

### Records
| Épreuve | Performance   | Lieu | Date |
| ------- | ------------- | ---- | ---- |
| 800 m   | 1 min 59 s 83 |      | 1987 |